# Торбешия
Торбешия или често членувано Торбешията (на македонска литературна норма: Торбешија) е историко-географска област в Северна Македония, разположена на юг от Скопското поле.
Торбешията е разположена между планините Сува гора и Караджица на запад, Даутица и Голешница на юг, Вардар на изток и Водно на север. През областта текат притоците на Вардар Маркова река и Кадина река с притоците им, а между тях е планината Китка с височина от 1569 метра.
Областта обхваща Община Студеничани и части от територията на общините Сопище и Зелениково.
Основен център на Торбешията и нейно най-голямо село е Студеничани. Останалите села в областта са следните:
- Община Студеничани: Алдинци, Батинци, Въртекица, Горно Количани, Долно Количани, Драчевица, Елово, Калдирец, Маркова Сушица, Малчище, Морани, Осинчани, Пагаруша, Рамни Габер, Умово, Цветово, Църн връх и Цървена вода

- от Община Зелениково: Вражале, Градовци, Гумалево, Дейковец, Добрино, Зелениково, Палиград, Смесница, Страхоядица, Тисовица

- от Община Сопище: Държилово, Патишка река, Яболци и Нова Брезница.

Името на областта произлиза от нейните жители помаци, наричани в областта торбеши. Ислямизацията на населението в областта е извършена в края на XVII век.
Торбешията днес има 20 790 жители, от които 14 941 албанци, 3825 турци, 1662 бошняци и 362 македонци. По-голямата част от албанците, турците и бошняците в областта са всъщност торбеши. От 40 000 души в началото на XX век днес населението на Торбешията е намаляло на половина вследствие на масова емиграция към Турция, която е най-силна в края на петдесетте години на XX век. На мястото на изселилите се торбеши се заселват албанци от Косово и бошняци от Санджак.